# Jörg Rettig
Jörg Rettig (* 19. Juni 1964 in Warin) ist ein ehemaliger deutscher Segler.

## Leben
Er erlernte das Segeln bei der BSG Aufbau Sternberg und besuchte ab der achten Klasse die Kinder- und Jugendsportschule. 1983 wurde Rettig zusammen mit Thomas Heldt in der Bootsklasse 470er Juniorenweltmeister. Die Segelmeisterschaften der Deutschen Demokratischen Republik gewann er als Sportler des SC Traktor Schwerin in den Jahren 1983 (470er) und 1989 (Flying Dutchman), 1985 wurde er in der 470er Klasse Dritter. Gesamtdeutscher Meister wurde Rettig in der Bootsklasse Ixylon in den Jahren 1995, 1998, 1999, 2000, 2001 und 2003. 1997 gewann er in derselben Klasse die Silbermedaille und 1996 die Bronzemedaille bei den deutschen Meisterschaften.
Rettig durchlief eine Tischlerlehre, mit 31 Jahren ließ er sich zum Fischwirt ausbilden und erlangte die Meisterwürde. Am Jahresbeginn 2003 trat er die Leitung des Betriebs Sternberger Seenfischerei an, die zuvor sein Vater innegehabt hatte.